# Vickers K
Vickers K někdy známý i jako Vickers G.O. (gas operated, anglicky s odběrem plynů) nebo VGO je britský letecký kulomet ráže 7,7 mm chlazený vzduchem a fungující na principu odběru prachových plynů, zkonstruovaný firmou Vickers v 30. letech dvacátého století.
Vzniknul jako odvozená varianta pěchotního lehkého kulometu Vickers-Berthier s kadencí palby zvětšenou až na tisíc ran za minutu vybavená shora nasazovaným diskovým zásobníkem na 96 nábojů, a jako pohyblivě lafetovaný kulomet byl užíván na některých letounech Royal Air Force a Fleet Air Arm v období před druhou světovou válkou a jejím počátkem. Po rozšíření letounů vybavených uzavřenými střeleckými věžemi, v nichž byla manipulace s rozměrným zásobníkem obtížná, byl v roli pohyblivě lafetované letecké zbraně postupně nahrazován pásem zásobovaným kulometem Browning stejné ráže. Vyrobené kulomety však byly modifikovány pro použití na zemi a nadále využívány jako doplňkové zbraně protivzdušné obrany při obraně britských letišť.
Objevil se také ve výzbroji hlídkových vozidel britských speciálních jednotek Long Range Desert Group a SAS za bojů v severní Africe, ale i na evropském bojišti, například při operaci Clipper.

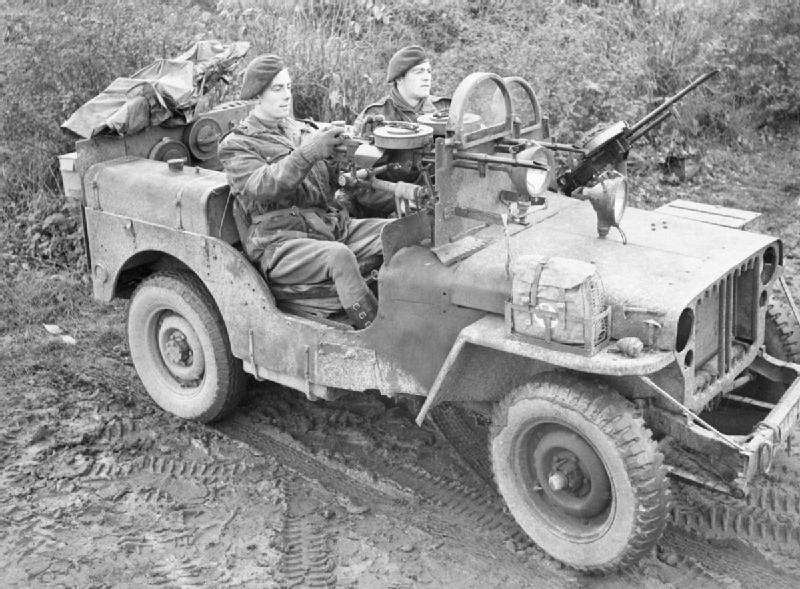
Speciálně vybavený džíp SAS u Geilenkirchenu v Německu během operace Clipper. SAS se v této době podílela na odstraňování ostřelovačů. Džíp je vyzbrojen třemi kulomety Vickers K a je opatřen neprůstřelnými skleněnými štíty namísto čelního skla.

## Některá letadla užívající kulomet Vickers K
- Armstrong Whitworth Whitley
- Bristol Blenheim
- Handley Page Hampden
- Fairey Albacore
- Fairey Barracuda
- Fairey Battle
- Fairey Swordfish
- Martin Baltimore